# Zingiber papuanum
Zingiber papuanum là một loài thực vật có hoa trong họ Gừng. Loài này được Theodoric Valeton miêu tả khoa học đầu tiên năm 1918.

## Mẫu định danh
Mẫu định danh gồm 3 syntype XI B6 3, XI B6 33 và XI B6 136 (ZRC ghi là XI B6 36); là cây trồng tại Vườn Thực vật Bogor, thu thập từ đông bắc New Guinea. Các mẫu này đều lưu giữ tại Trung tâm Nghiên cứu Sinh học Indoneasia ở Cibinong (BO).

## Từ nguyên
Tính từ định danh papuanum (giống đực: papuanus, giống cái: papuana) là tiếng Latinh, nghĩa là liên quan tới Papua; ở đây là để nói tới Papua New Guinea trên đảo New Guinea.

## Phân bố
Loài đặc hữu đảo New Guinea; tìm thấy tại Papua New Guinea.

## Mô tả
Cây thân thảo nhỏ, yếu. Thân lá cao tới 0,5 m, đáy mập ~7 mm, đỉnh ~2 mm, hơi có lông lụa, màu xanh vàng ô liu sẫm. Thân rễ mỏng, gồm các nhánh hình trứng ngược, ruột màu vàng nhạt. Lá hình mác, đỉnh gần nhọn thon tới rất nhọn, đáy trên cuống lá ngắn (4-5 mm), mép men xuống, lá to 19-23 × 5,7-5 cm, lá nhỏ 11,5 × 3-4,2 cm, mặt dưới gần trụ rải rác lông áp ép; lưỡi bẹ thuôn tròn-hình trứng, thường rộng đầu, dài 5-10 mm, màu trắng. Cán hoa thanh mảnh, 15 × 0,5 cm; vảy che phủ 4, dài 3-4 cm, màu đỏ ánh nâu, phía dưới màu ánh trắng. Vảy tổng thể nhỏ, dài 2,5 cm, mọc ở hướng đối diện với lá bắc của cành hoa bông thóc, màu xanh vàng ô liu. Cán hoa và vảy có lông tơ. Cành hoa bông thóc hình elip thon nhỏ dần hoặc hình thoi ngắn, đáy và đỉnh thon nhỏ dần, nhọn, 3,5-6 × 1,7-2 cm, hầu như không phồng. Lá bắc thuôn tròn-hình trứng ngược, mép hẹp (0,25-0,5 mm) màu trắng, khi khô nổi rõ, cong vào trong nhiều hay ít, mấu nhọn nhỏ gần như không thấy, có lông tơ, phần còn lại ngoại trừ đáy nhẵn nhụi, nhẹ, mỏng, có sọc, khi tươi màu xanh lục, các lá bắc ở phía trên màu tía nhạt ở phần gần đỉnh, các lá bắc ngoài tạo thành khoang rỗng, có lông, phồng mạnh. Lá bắc con rộng, 2,5 × 1,5 cm, nhẵn nhụi. Hoa lớn, màu trắng kem, cánh môi giữa màu vành chanh nhạt, dài 4,5-5,4 cm (ống tràng 3,4 cm). Thùy tràng lưng hình trứng, nhọn, 2,4 × 0,9 cm; các thùy tràng bên hẹp, nhọn, 2 × 0,3 cm, hợp sinh với thùy tràng giữa. Cánh môi hình gần tròn, đáy có vuốt, thon nhỏ dần, đỉnh ở hoa trưởng thành có khe chẻ sâu tới giữa, 1,6 × 1,4 mm, các thùy hình nửa trứng, hơi rẽ ra. Nhị lép bên hình elip hoặc hình phỏng thoi nhọn, có vuốt, rời với cánh môi, 1,2 × 0,6 cm.
Tương tự Z. cassumunar ở chỗ các hoa màu trắng kem lớn gần bằng cành hoa bông thóc, các nhị lép bên lớn, ít lệch, có vuốt, cánh môi chẻ đôi sâu. Phần còn lại có nhiều điểm chung với Z. littoralis ở các lá bắc và các nhị lép rời.